# Große Mirnitzspitze
Die Große Mirnitzspitze (2985 m ü. A.) ist ein Berggipfel der Schobergruppe in Osttirol (Österreich). Er liegt an der Grenze zwischen den Gemeinden Ainet und Nußdorf-Debant.

## Namensherkunft
Der Name „Mirnitz“ findet sich erstmals 1775 mit dem benachbarten Mirnitz Terl (Mirnitzscharte) belegt. Der Berggipfel selbst wird 1816 als Miernitz Spitz genannt. Seinen Ursprung hat das Wort Mirnitz in einem ausschließlich im Plural gebrauchten Gegendnamen. Bei den Mirnitzen, in der ÖK 50 Karte Mirnitzboden, handelt es sich um eine Almweide der Hofalm im Hinteren Debanttal. Deren Name wurde in der Folge auf die Mirnitzscharte, die Kleine und Große Mirnitzspitze, den durch den Mirnitzboden verlaufenden Mirnitzbach sowie die nördlich den Mirnitzboden abschließende Mirnitzschneid übertragen. Für die Herleitung des Namens haben Namensforscher unterschiedliche Erklärungen aufgestellt. August Unterforcher brachte die Mirnitz in Zusammenhang mit dem tschechischen Personennamen Miren (Ruhe/Frieden oder Name) und hätte die Bedeutung der Berühmte. Gleichwohl könne der Name laut Unterforcher auch von slowenisch mur (schwarzes Tier, Rappe) abgeleitet sein. Der Namensforscher Kranzmayer leitet den Namen hingegen von mir (Mauer, Einfriedung) ab, wobei das Bild der (Trocken)-Mauer in Osttirol häufig auf Geröllhalden oder felsiges Gebiet im Hochgebirge übertragen worden sei. Der Namensforscher Hubert Bergmann zieht dabei die erste Erklärung in Zweifel, da auf Grund der Abgelegenheit ein Personenname unwahrscheinlich sei.

## Lage
Die Große Mirnitzspitze liegt an der Gemeindegrenze zwischen Ainet und Nußdorf-Debant. Sie liegt zwischen der Kleinen Mirnitzspitze (2906 m ü. A.) im Nordwesten und der Alkuser Rotspitze (3053 m ü. A.) im Südosten. Von der Großen Mirnitzspitze fällt nach Südwesten ein Schuttrücken zur Östlichen Barreneggscharte (2985 m ü. A.) ab, die die Mirnitzspitze vom Barrenegg (2954 m ü. A.) trennt. Östlich der Großen Mirnitzscharte befindet sich ein Kar, von dem über die Tscharnaktscharte (2584 m ü. A.) der Tscharnakt zu Erreichen ist. Westlich der Großen Mirnitzspitze befindet sich der Barrensee (2727 m ü. A.).

## Aufstiegsmöglichkeiten
Der Normalweg auf die Große Mirnitzspitze führt von der Hochschoberhütte oder der Lienzer Hütte auf markiertem Weg in die Mirnitzscharte. Von hier aus wird der schmale Nordwestgrat zur Kleinen Mirnitzspitze begangen, wobei der Weg rechtsseitig an Grattürmen vorbei und in Kletterei zum Gipfel der Kleinen Mirnitzspitze führt. Der weitere Weg am ebenfalls südostwärts verlaufenden Verbindungsgrat zwischen den Mirnitzspitzen, wobei zwei, eine Seillänge messende Steilaufschwünge überwunden werden müssen. (II)
Weitere Möglichkeiten bestehen in der Besteigung der Großen Mirnitzspitze vom Barrensee in den Einschnitt des Verbindungsgrates zwischen Kleiner und Großer Mirnitzscharte oder leicht von der Östlichen Barreneckscharte über einen Schuttrücken. Auch eine Begehung von der Tscharnaktscharte über das Kar nordwärts der Alkuser Rotspitze stellt eine Aufstiegsvariante dar.